# Стеневик, Халлдор
Халлдор Эустерволд Стеневик (норв. Halldor Østervold Stenevik; 2 февраля 2000, Норвегия) — норвежский футболист, полузащитник клуба «Молде».

## Клубная карьера
Стеневик — воспитанник клуба «Бранн». 10 сентября 2016 года в матче против «Викинга» он дебютировал в Типпелиге, в возрасте 16 лет. Летом 2017 года для получения игровой практики Халлдор на правах аренды перешёл в «Нест-Сотра».

## Международная карьера
В 2017 году в составе сборной Норвегии до 17 лет Стеневик принял участие в юношеском чемпионате Европы в Хорватии. На турнире он сыграл в матчах против команд Нидерландов и Украины. В поединке против голландцев Халлдор забил гол.